# Maxwell Hill
Der Maxwell Hill ist ein 212 m hoher Hügel auf McDonald Island im südlichen Indischen Ozean. Er ist die höchste Erhebung der Insel und ragt im Zentrum des südlichen Inselabschnitts auf.
Namensgeber des Hügels ist Gordon Maxwell, Kapitän des Schiffs Cape Pillar während einer 1980 durchgeführten Kampagne der Australian National Antarctic Research Expeditions in dieses Gebiet, bei der auf einer Schulter des Hügels eine Station für satellitengestützte Positionsbestimmungen mittels Doppler-Effekt errichtet wurde.